# Battaglia del Mar Giallo
La battaglia del Mar Giallo (in giapponese 黄海海戦, Kōkai kaisen, in russo Бой в Жёлтом море) è stata una delle battaglie navali principali della guerra russo-giapponese, combattuta il 10 agosto 1904.

## Antefatti
Il Primo Squadrone del Pacifico della marina imperiale russa, comandata dall'ammiraglio Wilhelm Withöft, era stata costretta all'ormeggio nella baia di Port Arthur dall'inizio del blocco navale portato dalla marina imperiale giapponese a partire dall'8 febbraio 1904, allo scoppiare della battaglia di Port Arthur. Con il rafforzamento del blocco da parte della flotta imperiale giapponese tra la fine di luglio e gli inizi di agosto, tra i vertici militari russi sorse un grosso disaccordo su come uscire da questa situazione di grave impasse strategica. Secondo l'opinione del viceré russo di Port Arthur Yevgeny Alexeiev, infatti, era necessario attuare una sortita, un atto di forza che permettesse alle navi russe di abbandonare l'assedio ed unirsi allo squadrone Vladivostok per creare una flotta sufficientemente potente per sfidare in mare aperto la flotta nemica. Di opinione del tutto contraria era l'Ammiraglio Vitgeft, secondo il quale sarebbe stato sufficiente restare nel porto e cannoneggiare le navi nemiche, e considerava il tentativo di una sortita troppo rischioso; in questa sua opinione egli era appoggiato dal resto dei suoi ufficiali.
Considerando il rifiuto di Vitgeft di seguire le sue volontà come un vero e proprio atto di insubordinazione, il viceré Alexeiev scrisse direttamente allo zar Nicola II, il quale accolse la sua perorazione e gli diede il suo appoggio. Forte del consenso dell'imperatore in persona, Alexeiev inviò un telegramma il 7 agosto con le seguenti parole:
Di fronte a un ordine così categorico, l'ammiraglio Vitgeft non poté che ubbidire e preparò la sortita il 10 agosto 1904. Tuttavia l'ammiraglio Togo era preparato da tempo a una mossa di questo genere, ed aveva predisposto la sua flotta di conseguenza. Il suo scopo primario era impedire ad ogni costo di trasferire il blocco navale al porto di Vladivostok, con una flotta nemica ancora più grande e con una nuova fortezza da espugnare. Dal punto di vista tattico Vladivostok era meno difesa rispetto a Port Arthur, e soffriva di una grossa carenza di carbone per le navi, ma intraprendere un nuovo assedio avrebbe comportato per la flotta giapponese un'ulteriore richiesta di approvvigionamenti che avrebbe pesantemente gravato sulla flotta imperiale. L'unica via d'uscita era affondare la flotta russa nelle acque di Port Arthur.

## La battaglia
Con l'alzarsi di una vantaggiose coltre di nebbia mattutina, l'Ammiraglio Vitgeft diede l'ordine alla flotta di spezzare il blocco navale nemico. La flotta russa era composta dalle corazzate Cesarevič, Retvizan, Pobeda, Peresvet, Sevastopol' e Poltava, dagli incrociatori corazzati Askold, Diana, Novik e Pallada, oltre a 14 cacciatorpediniere.
Lo schieramento giapponese era forte delle corazzate Mikasa, Asahi, Fuji e Shikishima, dagli incrociatori corazzati Nisshin e Kasuga oltre che da 8 incrociatori protetti, 18 cacciatorpediniere e 30 torpediniere. Dopo aver incrociato la flotta russa nel primo pomeriggio, l'Ammiraglio Togo schierò le sue navi tra il nemico e il porto di Port Arthur, onde prevenire un possibile ripiegamento. Quando gli fu chiaro che il tentativo era di raggiungere il porto di Vladivostok, Togo era molto indietro rispetto ai russi, da dover perdere diverse ore per raggiungere le navi più importanti della flotta nemica. Alle ore 17:43 diede ordine alle sue navi di fare fuoco ed il cannoneggiamento durò fino al tramonto, con le navi Mikasa e Cesarevič a ricevere i danni più pesanti.
Il momento decisivo della battaglia si ebbe quando, nel momento in cui sembrava prossima la fuga della flotta russa nell'oscurità, due colpi di cannone colpirono il ponte della Cesarevič ed uccisero sul colpo l'Ammiraglio Vitgeft e gran parte dello staff di comando della nave, lasciandola nello sbando più totale. La Retvizan, inadatta a fungere da nave ammiraglia, venne a sua volta seriamente danneggiata. Nel frattempo il resto della flotta, senza nessuna comunicazione del disastro della Cesarevič cadde nella confusione più totale. Quando il gruppo degli ufficiali russi sopravvissuti riuscì a prendere nuovamente il comando si decise di fare ritorno a Port Arthur, l'Ammiraglio Togo decise di non avventurare il grosso della sua flotta in una battaglia notturna e ordinò ai suoi cacciatorpediniere e alle sue torpediniere di inseguire i russi che però riuscirono a respingere l'assalto con danni relativamente lievi.
Dopo due ore dall'inizio della battaglia il grosso della flotta russa trovò nuovamente rifugio a Port Arthur, cinque corazzate, un incrociatore, e nove cacciatorpediniere fecero ritorno; delle altre navi, la Cesarevič gravemente danneggiata e cinque incrociatori di scorta salparono per la volta di Qingdao dove però venne internata dalla locale amministrazione coloniale tedesca; la Askold ed un altro incrociatore raggiunsero Shanghai dove vennero riparati con l'aiuto delle autorità cinese; la Diana fuggì a Saigon dove venne internata dai francesi (insieme al suo capitano Aleksandr Aleksandrovič Lieven), mentre il piccolo incrociatore Novik cercò comunque di raggiungere Vladivostok aggirando le isole giapponesi ma venne inseguito da un incrociatore nemico che costrinse il suo equipaggio ad affondare la nave il 20 agosto 1904 nei pressi dell'isola di Sachalin.
Solo pochi giorni dopo la battaglia, le navi giapponesi ripararono tutti i danni e furono in grado di tornare in servizio mentre le navi russe rimasero in riparazione. Tatticamente la vittoria giapponese fu importante, poiché non consentì alle navi russe di lasciare Port Arthur che venne assediata dall'artiglieria pesante nemica che riuscì ad affondare o a danneggiare in maniera irreversibile le navi sopravvissute alla battaglia del Mar Giallo.